# دی‌ان‌ای اویج
دی‌ان‌ای اویج (انگلیسی: DNA Oyj) شرکت مخابرات فنلاندی است، که در سال ۲۰۰۰ تأسیس شد.